# Гевенаттен
Гевена́ттен (фр. Guevenatten) — коммуна на северо-востоке Франции в регионе Гранд-Эст (бывший Эльзас — Шампань — Арденны — Лотарингия), департамент Верхний Рейн, округ Альткирш, кантон Мазво. До марта 2015 года коммуна административно входила в состав упразднённого кантона Данмари (округ Альткирш).
Площадь коммуны — 2,15 км², население — 135 человек (2006) с тенденцией к стабилизации: 133 человека (2012), плотность населения — 61,9 чел/км².

## Население
Численность населения коммуны в 2011 году составляла 129 человек, а в 2012 году — 133 человека.
| 1962 | 1968 | 1975 | 1982 | 1990 | 1999 | 2006 | 2008 | 2011 | 2012 |
| ---- | ---- | ---- | ---- | ---- | ---- | ---- | ---- | ---- | ---- |
| 112  | 102  | 98   | 88   | 110  | 144  | 135  | 132  | 129  | 133  |

Динамика населения:

## Экономика
В 2010 году из 89 человек трудоспособного возраста (от 15 до 64 лет) 69 были экономически активными, 20 — неактивными (показатель активности 77,5 %, в 1999 году — 70,1 %). Из 69 активных трудоспособных жителей работали 68 человек (36 мужчин и 32 женщины), одна женщина числились безработной. Среди 20 трудоспособных неактивных граждан 7 были учениками либо студентами, 11 — пенсионерами, а ещё 2 — были неактивны в силу других причин.
На протяжении 2011 года в коммуне числилось 57 облагаемых налогом домохозяйств, в которых проживало 127,5 человек. При этом медиана доходов составила 25095 евро на одного налогоплательщика.